# Begreppsjurisprudens
Begreppsjurisprudens är ett rättsvetenskapligt begrepp och hänför sig till den begreppsjuridiska läran med bland andra Karl von Gerber och Rudolf von Jhering i spetsen. Läran innebar att lagen skulle bestå av begrepp utarbetade av rättsvetenskapen. Endast dessa begrepp skulle utgöra grund vid rättstillämpningen. Domarens roll var att enbart tillämpa rätten - matcha begreppen med fallet, utan ändamåls- eller samhällshänsyn. Begreppsjuristerna tolkade inte lagen ur dess betydelse, det handlade om matchning av det från rättsvetenskapen givna med fallet. Domaren tog i sin roll hänsyn till rättsvetenskapens bakomliggande tanke med begreppen och argumenterade utifrån dessa begrepp. Domaren tillförde inget nytt och tolkade inte heller så mycket mer enligt övriga tolkningsmetoder.
Rättsmetoden användes aktivt under 1800-talet, och begreppsjurisprudensens anhängare ansåg att metoden ledde till mer likformiga och förutsägbara domar än tidigare använda lagtolkningsmetoder.